# Naïm Kattan
Pour les articles homonymes, voir Kattan.
Naïm Kattan, né le 26 août 1928 à Bagdad (Irak) et mort le 2 juillet 2021 à Paris, est un écrivain québécois et franco-ontarien d'origine juive irakienne. Après un bref passage à Paris, où il étudie la littérature française à la Sorbonne, Naïm Kattan s'installe à Montréal en 1954. 
Francophile, proche d'André Laurendeau, il contribue à l'intégration de la communauté juive à la majorité francophone du Québec, notamment par le biais du Bulletin du Cercle juif, dont il est l'un des fondateurs. Auteur prolifique, il signe une trentaine d’œuvres traduites dans plusieurs langues et occupe durant près de vingt-cinq ans le poste de directeur du service des lettres et de l’édition au Conseil des arts du Canada.  
Ses contributions sont reconnues en France comme au Canada: Naïm Kattan est Chevalier des arts et des lettres, Chevalier de la légion d'honneur, Chevalier de l'ordre du Canada et Chevalier de l'ordre du Québec.

## Biographie

### Enfance et formation
Naïm Kattan naît le 26 août 1928 à Bagdad, dans une famille irakienne de confession juive. Il grandit bercé par les récits bibliques de sa mère, qui les lui racontait comme des histoires de famille. À l'école, il apprend l'histoire, la géographie et les mathématiques, en arabe, en français et en anglais. Il s'initie également à l'hébreu, alors que l'éducation religieuse est au cœur de sa formation scolaire et des traditions familiales. Le jeune Naïm récite les prières et les bénédictions du shabbat, assiste aux rituels et accompagne son père à la synagogue. Son école, membre de l'Alliance israélite universelle, organise même des excursions dans les ruines de Babylone, où le futur écrivain a l'occasion de voir les épopées bibliques se matérialiser sous ses yeux. Plus tard, cet héritage religieux marquera profondément son œuvre.  

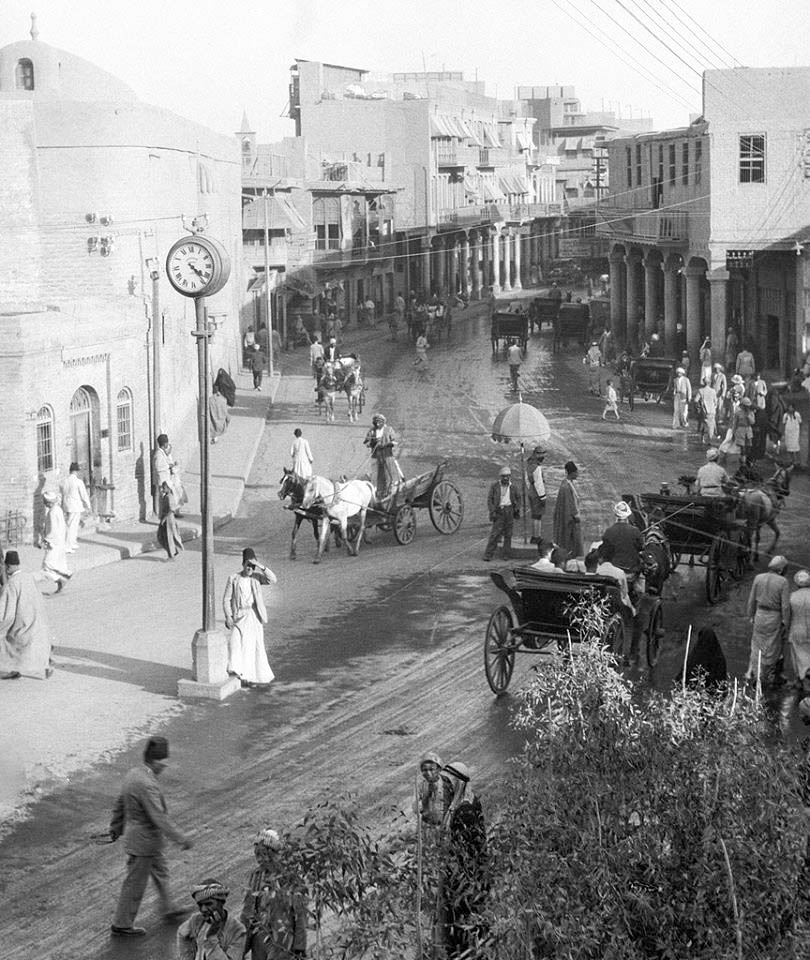
Bagdad dans les années 1920

L'enfance de Kattan n'est toutefois pas un long idylle. En 1941, il est traumatisé par l'antisémitisme, alors que Bagdad est le théâtre du farhoud, un pogrom contre la population juive locale. Il gardera de vifs souvenirs des coups de feu se rapprochant de son quartier. Cet évènement, qui remet en cause la place des juifs dans la société irakienne, va le hanter toute sa vie. Naïm Kattan se réfugie peu à peu dans l'écriture, tentant de se tailler une place parmi les écrivains musulmans. Il deviendra un collaborateur régulier de la revue Al Majallah, dirigée par l'écrivain irakien Dhounnon Ayyoub.   
À l'école de l'Alliance israélite universelle, Kattan découvre l'Occident et, surtout, les auteurs et les poètes francophones, notamment André Gide, Paul Valéry, André Malraux, Pierre Emmanuel, Louis Aragon, et Paul Éluard. Par le biais d'articles et de traductions, il se donne pour mission de les faire connaître en Irak. Après ses études à l'université de Bagdad, entre 1945 et 1947,  Kattan obtient une bourse du gouvernement français qui lui permet d'étudier la littérature française à la Sorbonne de 1947 à 1951.    

### Passage à Paris
Le jeune écrivain débarque à Paris, tout juste libéré du joug nazi. Bien que francophile et admiratif d'un Occident qu'il idéalise, Kattan découvre une culture française « dégradée par le nazisme et les divers fascismes ». Aux lendemains de la Seconde Guerre mondiale, il est confronté à des remarques antisémites, notamment à l'université. Il côtoie également de près les horreurs de la guerre lorsque des étudiants lui partagent leurs récits de l'occupation allemande. Pour Kattan, cette période en est une de réflexion, voire de désillusion, quant à son idéalisation du monde occidental:   

« [...] fréquentant le Centre des étudiants juifs, j'ai ressenti intérieurement les évocations de l'atrocité. Comment des pays de grande culture pouvaient-ils commettre des crimes que les plus ignorants Bédouins n'auraient même pas imaginé ? J'ai dû mettre les prétentions du progrès en question. La sagesse et l'ouverture d'esprit d'un Bédouin illettré pouvaient dépasser celles d'un détenteur de doctorat. »

Durant les années 1950, il constate une dégradation de la situation des juifs irakiens, qu'on accuse d'être d'allégeance sioniste ou communiste. À l'ambassade d'Irak à Paris, il se voit refuser le renouvellement de son passeport. Il finit par obtenir le statut de réfugié en France. Il hésite toutefois à demander la naturalisation, craignant de devoir faire son service militaire dans les colonies d'Algérie ou d'Indochine. Kattan est dévoué à une autre lutte, celle de l'information, puisqu'il tente, par le biais des journaux et de l'American Jewish Committee, d'alerter les Français quant au sort de la communauté juive en Irak.    

### Montréal et leBulletin du Cercle juif
Il émigre à Montréal en 1954. À son arrivée dans la métropole québécoise, n'étant ni Canadien français, ni Canadien anglais, il peine à trouver un emploi.  Il se résout donc à chercher du travail auprès de la communauté juive et se présente au Congrès juif canadien (CJC), dont les bureaux sont situés rue Sherbrooke. C'est ainsi que Naïm Kattan intègre le Cercle juif de langue française, la première organisation juive francophone du Canada, vouée à tisser des liens entre la communauté juive et les Canadiens français,. 

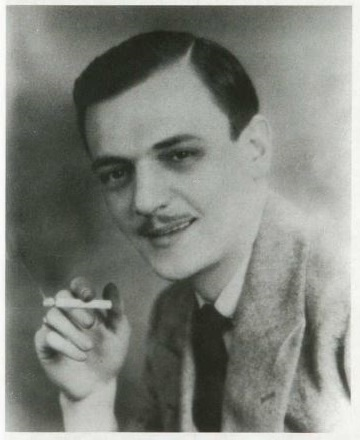
André Laurendeau, rédacteur en chef du Devoir et ami de longue date de Naïm Kattan.

C'est d'abord en tant que conférencier et critique littéraire que Naïm Kattan s'implique au Cercle juif et au CJC. Il donne des conférences sur de grands auteurs français et publie des articles, en anglais, dans le Congress Bulletin, l'unique organe de presse du CJC. Ces activités lui assurent pour la première fois une visibilité médiatique au Québec. Il est invité à l'émission Carrefour de Radio-Canada, animée par Judith Jasmin et René Lévesque. Il fait son apparition dans les journaux francophones lorsque l'une de ses critiques littéraires est traduite et publiée dans Le Devoir.  
Kattan finit par créer un organe de presse francophone au CJC : le Bulletin du Cercle juif. Le premier numéro paraît en novembre 1954. En plus d'être secrétaire du Cercle juif de langue française, Kattan contribue à son bulletin en publiant des articles sur des auteurs juifs francophones, des pièces de théâtre et des ouvrages d'auteurs Canadiens français. La publication a une portée qui dépasse la communauté juive de Montréal, alors généralement anglophone, et contribue aux rapprochements avec la majorité canadienne française. Le Bulletin est notamment salué par André Laurendeau, rédacteur en chef du Devoir. Au Cercle, Kattan invite tout autant d'éminentes personnalités juives (Elie Wiesel, André Chouraqui, Claude Vigée, Michel Salomon, etc.) que canadiennes françaises (René Lévesque, André Laurendeau, Gérard Pelletier, Jacques Hébert, etc.). Il entretient des échanges et lie des amitiés avec plusieurs intellectuels et écrivains québécois tels  Jean Éthier-Blais, Jean-Guy Pilon, Nicole Brossard, Gaston Miron, Jacques Godbout et Jacques Allard.   
Peu à peu, Naïm Kattan se fait un nom et se voit lui-même invité à une multitude d'évènements. Il donne notamment des conférences pour le compte de la Confédération des syndicats nationaux (CSN), collabore au magazine jésuite Relations et participe aux émissions Point de Mire de René Lévesque et Pays et Merveilles d'André Laurendeau, où il commente l'actualité du Proche-Orient,. Laurendeau, avec qui Kattan cultive une « profonde et constante amitié », est « fasciné par la persistance culturelle et religieuse des juifs irakiens », qui ont réussi à préserver leur identité malgré leur statut minoritaire.  Le rédacteur en chef du Devoir finira par inviter Kattan à signer des textes dans son journal. Il y publiera régulièrement des critiques littéraires.

### L'Ontario et le Conseil des Arts du Canada
Naïm Kattan travaille à Ottawa, en Ontario, à partir de 1967. Il y dirige le Service des lettres et de l'édition du Conseil des Arts du Canada pendant une trentaine d'années. Son rôle au Conseil des arts et ses écrits sont un apport important à la littérature québécoise et à la littérature franco-ontarienne, en plus de contribuer au rayonnement de la langue française au Québec et au Canada. Après avoir pris sa retraite et quitté le Conseil des Arts, il donne quelques cours au Département d'études littéraires de l'Université du Québec à Montréal (UQÀM).  

Logo du Conseil des Arts du Canada

Naïm Kattan est l'auteur d'une trentaine d'ouvrages traduits dans plusieurs langues, notamment Le réel et le théâtral (Hurtubise, 1970), un essai qui lui vaut le prix France-Canada en 1971,. En 2004, il est récipiendaire du prix Athanase-David pour sa remarquable contribution à la littérature québécoise. Son œuvre est reconnue en France comme au Canada:  Il est nommé Chevalier des arts et des lettres, Chevalier de la légion d'honneur, Chevalier de l'ordre du Canada et Chevalier de l'ordre du Québec. Il passe les dernières années de sa vie entre Montréal et Paris. 

### Mort
Naïm Kattan meurt le 2 juillet 2021, à Paris. Il avait 92 ans.

## Pensée et thématiques
Dans l’œuvre de Naïm Kattan, les thèmes du voyage et de l'exil sont récurrents et prennent une dimension presque religieuse, intimement liés à la tradition juive. Dans son autobiographie, Carrefours d'une vie, il trace des parallèles entre son parcours et celui de ses ancêtres et exprime la volonté de rendre hommage à ses origines par le biais de ses écrits:

« À l’école de l’Alliance israélite
universelle, à Bagdad, chaque année, nos professeurs nous emmenaient en excursion aux ruines de Babylone. Tout au long des années, je me suis souvenu de la parole du professeur qui, pour nous encourager à être de bons élèves, nous donnait comme exemple ces ancêtres qui, prisonniers,
avaient conquis leur liberté par l’étude du Livre. Cet héritage m’a impressionné et, devenu écrivain, je me sens bien humble en tentant de rappeler la Parole dans mes écrits. Je ne peux que rendre hommage à mes illustres prédécesseurs et reconnaître ma dette. »

Kattan s'interroge sur l'expérience d'émigration et d'immigration ainsi qu'au processus de transculturation. Sa réflexion s'attache au concept de lieu comme constitutif des relations aux autres et de l'identité. Dans ce cadre, sa pensée s'avère parfois critique, notamment en ce qui concerne la mondialisation. Le droit à l'altérité, au centre de sa fiction, se trouve menacé par la postmodernité néolibérale : l'ouverture aux autres ne doit pas devenir pour autant une soumission aveugle à la différence mais un « dialogue » entre les divers acteurs de la société. Kattan réfléchit quant au rôle de la culture dans la construction des identités collectives et comme base d’un dialogue entre les communautés et les nations. Il s'intéresse plus particulièrement à l'évolution culturelle du Québec et ses effets sur l'identité nationale et les relations avec les autres cultures. 
Son premier roman, Adieu, Babylone (1975), récit largement autobiographique et premier d'une trilogie retraçant son parcours depuis le Moyen-Orient jusqu'en Amérique, décrit la vie de la communauté juive irakienne au cours de la période du coup d'État et de l'indépendance de l'Irak en 1941, à travers l'histoire d'un projet commun d'écriture de jeunes copains musulmans, juifs et chrétiens, projet d'où le jeune juif, francophile, se sent mis à l'écart, à l'instar de sa communauté dans le projet national. La seule solution qui s'offre est l'exil vers l'Occident, plus spécialement vers la France. La francophonie est d'ailleurs au cœur de l’œuvre de Kattan, qui en chante les louanges dans son autobiographie:

« La francophonie est entrée en scène à point
nommé. Des pays et leur richesse culturelle propre font désormais partie d’un ensemble, lié d’abord par la langue. Ils font valoir leurs différences et les expriment. Grâce à cette communauté linguistique porteuse d’une substance intellectuelle, les différences, loin de conduire à la ghettoïsation, ouvrent la voie à l’inscription de leurs spécificités dans une diversité ouverte aux échanges et aux dialogues, tissant des liens qui vont au-delà de la communication des informations et des faits. »

 Il considère également la langue française comme un vecteur d'unité et d'intégration au Québec: 

« Depuis une vingtaine d’années, on désigne une partie de la littérature québécoise comme une littérature de migrants. Originaires d’Amérique, d’Europe, d’Asie et d’Afrique, des écrivains choisissent la langue de leur pays d’accueil pour mettre en lumière leur patrimoine et faire état de celui auquel ils s’intègrent. Il n’y a là ni contradiction, ni négation, ni effacement, il s’agit plutôt de métamorphose, de nouvelle naissance et de métissage. On conserve l’Histoire en l’inscrivant dans la mémoire, c’est-à-dire dans le présent. Grâce à la communauté de langue, les cultures et les histoires convergent dans des créations qui, dans leur spontanéité et leur authenticité composite, dépassent l’éphémère. Le passage produit un accroissement de la substance. La diversité trouve ainsi les voies de la découverte de l’Autre, tout en se révélant à l’Autre dans l’accueil, le respect et le besoin d’échange. »

## Famille
Naïm Kattan est le compagnon de la sociologue du cinéma et critique Annie Goldmann, décédée en 2020, et le père de l'écrivain Emmanuel Kattan. Auparavant, il a été le conjoint de Gaétane Laniel, comédienne québécoise et mère de son fils, pendant trente ans.

## Œuvre

### Romans
- 1975 - Adieu, Babylone : Mémoires d'un juif d'Irak, Éditions La Presse; Julliard, 1976; Albin Michel, 2003; Hurtubise HMH, 2005.
- 1981 - Les fruits arrachés, Hurtubise HMH.
- 1983 - La fiancée promise, Hurtubise HMH.
- 1989 - La fortune du passager, Hurtubise HMH.
- 1991 - Farida, Hurtubise HMH.
- 1997 - La célébration, Hurtubise HMH.
- 1999 - L'amour reconnu, L'Hexagone.
- 1999 - Le silence des adieux, Hurtubise HMH.
- 2000 - L'anniversaire, Québec-Amérique.
- 2003 - Le gardien de mon frère, Hurtubise HMH.
- 2005 - Je regarde les femmes, Hurtubise.
- 2006 - Châteaux en Espagne, Hurtubise HMH.
- 2009 - Le veilleur, Hurtubise HMH.
- 2011 - Le long retour, Hurtubise HMH.

### Nouvelles
- 1974 - Dans le désert, Leméac.
- 1976 - La traversée, Hurtubise HMH.
- 1979 - Le rivage, Hurtubise HMH; Gallimard, 1981.
- 1981 - Le sable de l'île, Hurtubise HMH et Gallimard.
- 1985 - La reprise, Hurtubise HMH.
- 1994 - La distraction, Hurtubise HMH.

### Éditions sous sa direction
- 1965 - Les Juifs et la communauté française .
- 1967 - Juifs et Canadiens.

### Essais
- 1970 - Le réel et le théâtral, Hurtubise HMH; Denoël, 1971; Prix France-Canada 1971.
- 1972 - Écrivains des Amériques ─ Tome I : Les États-Unis, Hurtubise HMH.
- 1976 - Écrivains des Amériques ─ Tome II : Le Canada anglais, Hurtubise HMH.
- 1978 - La mémoire et la promesse, Hurtubise HMH; Denoël, 1979.
- 1980 - Écrivains des Amériques ─ Tome III : L'Amérique latine, Hurtubise HMH.
- 1983 - Le désir et le pouvoir, Hurtubise HMH.
- 1987 - Le repos et l'oubli, Hurtubise HMH; Le Méridien-Klinksieck, 1987.
- 1990 - Le père, Hurtubise HMH.
- 1993 - La réconciliation, Hurtubise HMH.
- 1994 - A.M. Klein, XYZ.

### Théâtre
- 1974 - La discrétion et autres pièces, Leméac.

### Récits
- 1994 - Portraits d'un pays, L'Hexagone.

### Biographie
- 2005 - Sophie Jama.  Entretiens avec Naïm Kattan: Les temps du nomade, Itinéraire dun écrivain, Éditions Liber, collection de vive voix.
- 2016 - Carrefours d'une vie, Hurtubise.

### Articles
- « Juifs et Canadiens français », Études françaises, vol. 37, no 3,‎ 2001, p. 101-109 (lire en ligne).
- « La fin de Babylone », Pardès, vol. 34, no 1,‎ 2003, p. 193-204 (lire en ligne).
- « Cinquante ans », Cités, vol. 23, no 3,‎ 2005, p. 225-230 (lire en ligne).

## Honneurs
- 1971 : Prix Québec-Paris (Prix France-Canada), Le Réel et le Théâtral
- 1974 : Membre de la Société royale du Canada
- 1983 : Officier de l'Ordre du Canada
- 1983 : Membre de l'Académie des lettres du Québec
- 1990 : Chevalier de l'Ordre national du Québec
- 2002 : Chevalier de la Légion d'honneur de France
- 2004 : Prix Athanase-David
- 2004 : Doctorat honoris causa de l'Université de Novi Sad en Serbie
- 2006 : Prix Henri Cornélus 2006[30]
- 2007 : Prix Hervé Deluen de l'Académie française
- [Quand ?]Officier de l'Ordre des Arts et des Lettres de France